# Eleccions legislatives eslovaques de 1990
Les Eleccions legislatives eslovaques de 1990 se celebraren el 8 i 9 de juny de 1990. Foren les primeres eleccions després de la Revolució de Vellut. Foren una eleccions legislatives txecoslovaques on a Eslovàquia s'escollia els 150 membres del Consell Nacional Eslovac i els 75 membres eslovacs de l'Assemblea Federal de Txecoslovàquia abans de la separació d'ambdues repúbliques.

## Resultats
Resum dels resultats electorals de 6 de juny de 1990 al Consell Nacional Eslovac
|                                                                | Públic Contra la Violència (Verejnosť Proti Násiliu, VPN)                                       | 991.285   | 29,35 | 48  |
|                                                                | Moviment Democràtic Cristià (Kresťanskodemokratické hnutie, KDH)                                | 648.782   | 19,21 | 31  |
|                                                                | Partit Nacional Eslovac (Slovenská národná strana, SNS)                                         | 470.984   | 13,94 | 22  |
|                                                                | Partit Comunista d'Eslovàquia (Komunistická Strana Slovenska, KSS)                              | 450.855   | 13,35 | 22  |
|                                                                | Igualtat- Moviment Democristià Hongarès (Együttélés-Magyar Kereszténydemokrata Mozgalom, E-MKM) | 292.636   | 8,66  | 14  |
|                                                                | Partit Democràtic (Demokratická strana, DS)                                                     | 148.567   | 4,4   | 7   |
|                                                                | Partit Verd (Strana Zelených, SZ)                                                               | 117.871   | 3,49  | 6   |
|                                                                | Aliança d'Agricultors i de la Província (Spojenectvo Polnohospodárov a Vidieka, , SPV)          | 85.060    | 2,52  | -   |
|                                                                | Socialdemòcrates (Sociálna demokracia, SD)                                                      | 61.401    | 1,82  | -   |
|                                                                | Partit de la Llibertat (Strana Slobody , SS)                                                    | 60.041    | 1,78  | -   |
|                                                                | Partit dels Roma (Romovia)                                                                      | 24.797    | 0,73  | -   |
|                                                                | Total (participació 95,39%)                                                                     | 3.445.651 | 100.0 | 150 |
| Font: Resultats oficials Arxivat 2008-10-08 a Wayback Machine. |                                                                                                 |           |       |     |

Resum dels resultats electorals de 6 de juny de 1990 a l'Assemblea Federal de Txecoslovàquia (resultats eslovacs) Casa de les Nacions
| Partits | Partits                                                                                         | %     | Escons |
| ------- | ----------------------------------------------------------------------------------------------- | ----- | ------ |
|         | Públic Contra la Violència (Verejnosť Proti Násiliu, VPN)                                       | 37,28 | 33     |
|         | Moviment Democràtic Cristià (Kresťanskodemokratické hnutie, KDH)                                | 16,66 | 14     |
|         | Partit Comunista d'Eslovàquia (Komunistická Strana Slovenska, KSS)                              | 13,43 | 12     |
|         | Partit Nacional Eslovac (Slovenská národná strana, SNS)                                         | 11,44 | 9      |
|         | Igualtat- Moviment Democristià Hongarès (Együttélés-Magyar Kereszténydemokrata Mozgalom, E-MKM) | 8,49  | 7      |

Resum dels resultats electorals de 6 de juny de 1990 a l'Assemblea Federal de Txecoslovàquia (resultats eslovacs) Casa del Poble
| Partits | Partits                                                                                        | %     | Escons |
| ------- | ---------------------------------------------------------------------------------------------- | ----- | ------ |
|         | Públic Contra la Violència (Verejnosť Proti Násiliu, VPN)                                      | 32,54 | 19     |
|         | Moviment Democràtic Cristià (Kresťanskodemokratické hnutie, KDH)                               | 18,98 | 11     |
|         | Partit Comunista d'Eslovàquia (Komunistická Strana Slovenska, KSS)                             | 13,31 | 8      |
|         | Partit Nacional Eslovac (Slovenská národná strana, SNS)                                        | 10,96 | 6      |
|         | Igualtat-Moviment Democristià Hongarès (Együttélés-Magyar Kereszténydemokrata Mozgalom, E-MKM) | 8,58  | 5      |